# Saison 4 de Blindspot
Chronologie
Saison 3 Saison 5
Cet article présente les épisodes de la quatrième saison de la série télévisée américaine Blindspot.

## Synopsis

### Anecdotes sur les titres d'épisodes
Les titres originaux des épisodes sont partagés avec des épisodes d'autres séries américaines célèbres. En prenant la première lettre de chaque série, on obtient le message « IS THIS THE DEATH OF THE FBI » (est-ce la mort du FBI)[réf. nécessaire].

## Diffusion
- Aux États-Unis, la saison est diffusée depuis le 12 octobre 2018[1] sur le réseau NBC.
- Au Canada, la saison est diffusée en simultané sur le réseau CTV.
- A La Réunion , cette saison a été diffusée sur Antenne Réunion , fin de diffusion le 28 avril 2020 .

## Distribution

### Acteurs principaux
- Jaimie Alexander (VF : Karine Texier) : Jane Doe / Alice « Remy » Kruger
- Sullivan Stapleton (VF : Xavier Fagnon) : Kurt Weller
- Rob Brown (VF : Frédéric Kontogom) : Agent Edgar Reade
- Audrey Esparza (VF : Marion Valantine) : Agent Natasha « Tasha » Zapata
- Ashley Johnson (VF : Julia Boutteville) : William Patterson
- Ennis Esmer (VF : Julien Sibre) : Rich Dotcom / Gord Enver

### Acteurs récurrents et invités
- Luke Mitchell (VF : Thibaut Lacour) : Ian « Roman » Kruger
- Chad Donella (VF : Eric Chantelauze) : Jack Keaton
- Tori Anderson : Blake Crawford (épisode 1)
- Mary Elizabeth Mastrantonio : Madeline Burke[2]
- Dustin Milligan[3] : Lincoln (épisode 3)
- Annie Q[3] : Riley (épisode 3)
- Chaske Spencer : Dominic Masters[4]
- Jen Richards : Sabrina Larren[5]

## Liste des épisodes

### Épisode 1:La Louve dans la bergerie
- États-Unis /  Canada : 12 octobre 2018 sur NBC / CTV
- Québec : 28 août 2019 sur AddikTV

- États-Unis : 2,95 millions de téléspectateurs[6] (première diffusion)

### Épisode 2:Sur les deux tableaux
- États-Unis /  Canada : 19 octobre 2018 sur NBC / CTV
- Québec : 4 septembre 2019 sur AddikTV

- États-Unis : 2,52 millions de téléspectateurs[7] (première diffusion)

### Épisode 3:Un peu, mon neveu!
- États-Unis /  Canada : 26 octobre 2018 sur NBC / CTV
- Québec : 11 septembre 2019 sur AddikTV

- États-Unis : 2,50 millions de téléspectateurs[8] (première diffusion)

### Épisode 4:Sous-vide
- États-Unis /  Canada : 2 novembre 2018 sur NBC / CTV
- Québec : 18 septembre 2019 sur AddikTV

- États-Unis : 2,43 millions de téléspectateurs[9] (première diffusion)

- Trieste Kelly Dunn

### Épisode 5:Le Règne de Gaia
- États-Unis /  Canada : 9 novembre 2018 sur NBC / CTV
- Québec : 25 septembre 2019 sur AddikTV

- États-Unis : 2,69 millions de téléspectateurs[10] (première diffusion)

### Épisode 6:Conspiration, chantage et politique
- États-Unis /  Canada : 16 novembre 2018 sur NBC / CTV
- Québec : 2 octobre 2019 sur AddikTV

- États-Unis : 2,54 millions de téléspectateurs[11] (première diffusion)

- Mario Van Peebles
- Callum Blue

### Épisode 7:Toute aide est la bienvenue
- États-Unis /  Canada : 30 novembre 2018 sur NBC / CTV
- Québec : 9 octobre 2019 sur AddikTV

- États-Unis : 2,65 millions de téléspectateurs[12] (première diffusion)

### Épisode 8:À l'ombre des missiles
- États-Unis /  Canada : 7 décembre 2018 sur NBC / CTV
- Québec : 16 octobre 2019 sur AddikTV

- États-Unis : 2,81 millions de téléspectateurs[13] (première diffusion)

### Épisode 9:DrJane et Mrs. Remi
- États-Unis /  Canada : 11 janvier 2019 sur NBC / CTV
- Québec : 23 octobre 2019 sur AddikTV

- États-Unis : 3,03 millions de téléspectateurs[14] (première diffusion)

- Jennifer Van Dyck (Dr. Nancy Williams)

### Épisode 10:Sortir de l'ombre
- États-Unis /  Canada : 18 janvier 2019 sur NBC / CTV
- Québec : 30 octobre 2019 sur AddikTV

- États-Unis : 3,05 millions de téléspectateurs[15] (première diffusion)

### Épisode 11:Dangereux polar
- États-Unis /  Canada : 1er février 2019 sur NBC / CTV
- Québec : 6 novembre 2019 sur AddikTV

- États-Unis : 2,85 millions de téléspectateurs[16] (première diffusion)

### Épisode 12:Le Livre des secrets
- États-Unis /  Canada : 8 février 2019 sur NBC / CTV
- Québec : 13 novembre 2019 sur AddikTV

- États-Unis : 3,51 millions de téléspectateurs[17] (première diffusion)

### Épisode 13:Air Force One
- États-Unis /  Canada : 15 février 2019 sur NBC / CTV
- Québec : 20 novembre 2019 sur AddikTV

- États-Unis : 2,90 millions de téléspectateurs[18] (première diffusion)

### Épisode 14:Explosions Express
- États-Unis /  Canada : 8 mars 2019 sur NBC / CTV
- Québec : 27 novembre 2019 sur AddikTV

- États-Unis : 3,16 millions de téléspectateurs[19] (première diffusion)

- Mary Stuart Masterson (Eleanor Hirst)
- Jordan Johnson-Hinds (Stuart)

### Épisode 15:Mensonges, Souvenirs et Plutonium
- États-Unis /  Canada : 15 mars 2019 sur NBC / CTV
- Québec : 4 décembre 2019 sur AddikTV

- États-Unis : 2,62 millions de téléspectateurs[20] (première diffusion)

### Épisode 16:Connais-toi Toi-même
- États-Unis /  Canada : 22 mars 2019 sur NBC / CTV
- Québec : 11 décembre 2019 sur AddikTV

- États-Unis : 2,96 millions de téléspectateurs[21] (première diffusion)

### Épisode 17:Enterrée vivante
- États-Unis /  Canada : 5 avril 2019 sur NBC / CTV
- Québec : 18 décembre 2019 sur AddikTV

- États-Unis : 2,89 millions de téléspectateurs[22] (première diffusion)

### Épisode 18:Méfiez-vous des abeilles
- États-Unis /  Canada : 12 avril 2019 sur NBC / CTV
- Québec : 8 janvier 2020 sur AddikTV

- États-Unis : 2,86 millions de téléspectateurs[23] (première diffusion)

- Bill Nye (lui-même)

### Épisode 19:Tout le monde déteste Kathy
- États-Unis /  Canada : 19 avril 2019 sur NBC / CTV
- Québec : 15 janvier 2020 sur AddikTV

- États-Unis : 2,97 millions de téléspectateurs[24] (première diffusion)

### Épisode 20:De hacker à tueur
- États-Unis /  Canada : 24 mai 2019 sur NBC[25] / CTV
- Québec : 22 janvier 2020 sur AddikTV

- États-Unis : 2,81 millions de téléspectateurs[26] (première diffusion)

### Épisode 21:Virus détecté
- États-Unis /  Canada : 31 mai 2019 sur NBC / CTV
- Québec : 29 janvier 2020 sur AddikTV

- États-Unis : 2,49 millions de téléspectateurs[27] (première diffusion)

### Épisode 22:L'équipe s'enflamme
- États-Unis /  Canada : 31 mai 2019 sur NBC / CTV
- Québec : 5 février 2020 sur AddikTV

- États-Unis : 2,05 millions de téléspectateurs[27] (première diffusion)